# Google Cloud Platform
Google Cloud Platform is een clouddienst van het Amerikaanse bedrijf Google Inc. die wordt aangeboden als platform as a service (PaaS) en infrastructure as a service (IaaS).

## Beschrijving
Google Cloud Platform werd opgericht op 7 april 2008, toen nog actief onder de naam App Engine. Het was de eerste clouddienst van Google die publiekelijk beschikbaar kwam eind 2011. Toepassingen binnen Cloud Platform zijn schaalbaar, zodat het systeem eenvoudig aan de vraag kan worden aangepast.
Cloud Platform is een onderdeel van Google Cloud, een overkoepelende naam voor een reeks clouddiensten van Google, waaronder ook databases, een berichten- en printdienst en gegevensopslag vallen.
Begin 2020 is Cloud Platform beschikbaar in 25 regio's en 77 zones waar gebruikers clouddiensten kunnen uitrollen.